# Leiobunum bracchiolum
Leiobunum bracchiolum – gatunek kosarza z podrzędu Eupnoi i rodziny Sclerosomatidae.

## Opis
Ciało samca jest drobne, długości 2 do 3,5 mm. Jego grzbietowa część ubarwiona jest jasnopomarańczowo z, niekiedy, ciemniejszą opistosomą. Wzgórek oczny jest barwy ciemnobrązowej. Krętarze odnóży ubarwione jak reszta ciała, a pozostałe ich segmenty ciemne. Nogogłaszczki niewielkie. Ciało samicy większe, długości od 3,5 do 5, 5 mm, o grzbiecie barwy żółtej do pomarańczowej, zwykle z obecną plamą środkową. Krętarze barwy ciała. Wzgórek oczny ciemny.

## Biotop
Kosarz ten preferuje podszyt lasów liściastych i zagajników. Bytuje głównie w listowiu krzewów oraz w trawie

## Występowanie
Gatunek występuje we wschodnich Stanach Zjednoczonych w rejonie Appalachów.